# II liga argentyńska w piłce nożnej (2001/2002)
Primera B Nacional 2001/2002
Mistrzem drugiej ligi argentyńskiej został klub Olimpo Bahía Blanca, natomiast wicemistrzem - klub Arsenal Sarandí Buenos Aires.
Drugą ligę argentyńską po sezonie 2001/02 opuściły następujące kluby
| Klub                            | Przyczyna                                                                         |
| ------------------------------- | --------------------------------------------------------------------------------- |
| Olimpo Bahía Blanca             | Awans do I ligi (mistrz II ligi)                                                  |
| Arsenal Sarandí Buenos Aires    | Awans do I ligi (wicemistrz II ligi)                                              |
| CA Tigre                        | Spadek do III ligi (ostatni w tabeli spadkowej Metropolitana)                     |
| Central Córdoba Rosario         | Spadek do III ligi (przedostatni w tabeli spadkowej Metropolitana)                |
| Atlético Tucumán                | Spadek do III ligi (ostatni w tabeli spadkowej Interior)                          |
| Independiente Rivadavia Mendoza | Spadek do III ligi (przedostatni w tabeli spadkowej Interior)                     |
| Villa Mitre Bahía Blanca        | Spadek do III ligi (jedno z trzech najgorszych miejsc w tabeli spadkowej ogólnej) |
| CA Platense                     | Spadek do III ligi (jedno z trzech najgorszych miejsc w tabeli spadkowej ogólnej) |
| Racing Córdoba                  | Spadek do III ligi (jedno z trzech najgorszych miejsc w tabeli spadkowej ogólnej) |

Do drugiej ligi argentyńskiej po sezonie 2001/02 przybyły następujące kluby
| Klub                            | Przyczyna                                                 |
| ------------------------------- | --------------------------------------------------------- |
| Argentinos Juniors Buenos Aires | Spadek z I ligi (przedostatni w tabeli spadkowej 2001/02) |
| Belgrano Córdoba                | Spadek z I ligi (ostatni w tabeli spadkowej 2001/02)      |
| Deportivo Español               | Awans z III ligi (mistrz Primera C Metropolitana)         |
| CAI Comodoro Rivadavia          | Awans z III ligi (mistrz Torneo Argentino A)              |

Druga liga zredukowana została z 25 do 20 klubów.

## Torneo Apertura 2001/02

### Apertura 1
| Data             | Mecz |
| ---------------- | --- |
| 16 sierpnia 2001 | Instituto Córdoba - Gimnasia y Esgrima Jujuy 0:0                                                                 |
| 18 sierpnia 2001 | Almagro Buenos Aires - Almirante Brown Arrecifes 5:0 Figueroa, Acciari, Watson k, Meloño (2)                     |
| 18 sierpnia 2001 | Club El Porvenir - Defensa y Justicia Buenos Aires 0:0                                                           |
| 18 sierpnia 2001 | CA Tigre - Defensores de Belgrano Buenos Aires 1:0 Czornomaz                                                     |
| 18 sierpnia 2001 | Atlético Tucumán - CA Argentino de Quilmes 0:2 Schiavi, López                                                    |
| 18 sierpnia 2001 | Villa Mitre Bahía Blanca - San Martín Mendoza 2:4 Ramos, Larroque k - Villalba (2), Benítez, Demaría             |
| 18 sierpnia 2001 | Atlético Rafaela - Godoy Cruz Antonio Tomba 3:0 Semino, Marczuk, Godinovic                                       |
| 19 sierpnia 2001 | Independiente Rivadavia Mendoza - Central Córdoba Rosario 1:1 Natalicchio - Santa Cruz                           |
| 19 sierpnia 2001 | San Martín San Juan - Olimpo Bahía Blanca 0:0                                                                    |
| 19 sierpnia 2001 | Gimnasia y Esgrima Concepcion del Uruguay - Juventud Antoniana Salta 2:2 H. Orcellet, Ceballos - Oste, Velázquez |
| 19 sierpnia 2001 | Huracán Tres Arroyos - Racing Córdoba 4:0 Dragojevich, García (2), Izquierdo                                     |
| 20 sierpnia 2001 | Los Andes Buenos Aires - Arsenal Sarandí Buenos Aires 2:0 Ocampos, Graieb                                        |

### Apertura 2
| Data             | Mecz                                                                                              |
| ---------------- | ------------------------------------------------------------------------------------------------- |
| 23 sierpnia 2001 | Godoy Cruz Antonio Tomba - Villa Mitre Bahía Blanca 0:1 Álvarez                                   |
| 23 sierpnia 2001 | Gimnasia y Esgrima Jujuy - San Martín San Juan 0:2 Laciar, Soler                                  |
| 25 sierpnia 2001 | Defensores de Belgrano Buenos Aires - Club El Porvenir 0:1 Galván                                 |
| 25 sierpnia 2001 | Defensa y Justicia Buenos Aires - Atlético Tucumán 2:2 Benítez, Vallejos - Lobo, Kalujerovich     |
| 25 sierpnia 2001 | CA Argentino de Quilmes - Atlético Rafaela 3:1 Filosa (2), López - Del Bono                       |
| 25 sierpnia 2001 | Central Córdoba Rosario - Almagro Buenos Aires 0:1 Watson k                                       |
| 25 sierpnia 2001 | Almirante Brown Arrecifes - Los Andes Buenos Aires 1:0 Villarreal                                 |
| 25 sierpnia 2001 | Racing Córdoba - Gimnasia y Esgrima Concepcion del Uruguay 1:2 Gaboardi - H. Orcellet, Leguizamón |
| 26 sierpnia 2001 | San Martín Mendoza - Huracán Tres Arroyos 1:0 Villalba                                            |
| 26 sierpnia 2001 | Juventud Antoniana Salta - Instituto Córdoba 2:0 Velarde, Alfaro                                  |
| 26 sierpnia 2001 | Olimpo Bahía Blanca - Independiente Rivadavia Mendoza 3:2 Zelaya (3) - Natalicchio (2)            |
| 27 sierpnia 2001 | Arsenal Sarandí Buenos Aires - CA Platense 2:2 Pavone, Molina - García, Formidábile               |

### Apertura 3
| Data             | Mecz                                                                                           |
| ---------------- | ---------------------------------------------------------------------------------------------- |
| 30 sierpnia 2001 | Gimnasia y Esgrima Concepcion del Uruguay - San Martín Mendoza 0:1 Favre                       |
| 1 września 2001  | CA Platense - Almirante Brown Arrecifes 2:2 Leva (2) - Marangoni, Pringles                     |
| 1 września 2001  | Los Andes Buenos Aires - Central Córdoba Rosario 1:2 Silva - Aira, Iuvale                      |
| 1 września 2001  | Almagro Buenos Aires - Olimpo Bahía Blanca 0:0                                                 |
| 1 września 2001  | Instituto Córdoba - Racing Córdoba 2:1 Felicia, Rosales - Blanco                               |
| 1 września 2001  | Atlético Rafaela - Defensa y Justicia Buenos Aires 3:1 Marczuk (2), Mendoza - Benítez          |
| 2 września 2001  | Independiente Rivadavia Mendoza - Gimnasia y Esgrima Jujuy 2:0 Giménez, Paratore               |
| 2 września 2001  | San Martín San Juan - Juventud Antoniana Salta 2:1 Cisneros, Berza - Velarde                   |
| 2 września 2001  | Huracán Tres Arroyos - Godoy Cruz Antonio Tomba 2:1 García (2) - Carnero                       |
| 2 września 2001  | Villa Mitre Bahía Blanca - CA Argentino de Quilmes 1:2 Minor - López, Bennett                  |
| 2 września 2001  | Atlético Tucumán - Defensores de Belgrano Buenos Aires 1:3 Silva - Pereyra, Comba, Rivadeneira |
| 3 września 2001  | Club El Porvenir - CA Tigre 0:0                                                                |

### Apertura 4
| Data            | Mecz                                                                                               |
| --------------- | -------------------------------------------------------------------------------------------------- |
| 6 września 2001 | San Martín Mendoza - Instituto Córdoba 2:1 Bermegui, Benítez - Moyano                              |
| 7 września 2001 | Racing Córdoba - San Martín San Juan 1:0 Fernández                                                 |
| 7 września 2001 | Juventud Antoniana Salta - Independiente Rivadavia Mendoza 1:0 Alfaro                              |
| 7 września 2001 | Gimnasia y Esgrima Jujuy - Almagro Buenos Aires 1:0 Coronel                                        |
| 7 września 2001 | Olimpo Bahía Blanca - Los Andes Buenos Aires 1:2 Zelaya - Testa, Silva                             |
| 8 września 2001 | CA Tigre - Atlético Tucumán 2:2 P. Islas, Czornomaz k - Cabrol (2, 1k)                             |
| 8 września 2001 | Defensores de Belgrano Buenos Aires - Atlético Rafaela 3:1 Comba (3, 1k) - Godinovic               |
| 8 września 2001 | Defensa y Justicia Buenos Aires - Villa Mitre Bahía Blanca 2:0 Género, Herrera                     |
| 8 września 2001 | CA Argentino de Quilmes - Huracán Tres Arroyos 1:3 Bennett - Abad, García, Nicotra                 |
| 8 września 2001 | Godoy Cruz Antonio Tomba - Gimnasia y Esgrima Concepcion del Uruguay 0:3 Colombo, Blanco, Ceballos |
| 8 września 2001 | Central Córdoba Rosario - CA Platense 2:1 Zabala, Medina - Verón                                   |
| 8 września 2001 | Almirante Brown Arrecifes - Arsenal Sarandí Buenos Aires 2:1 Real, Lezcano k - Morales             |

### Apertura 5
| Data             | Mecz                                                                                     |
| ---------------- | ---------------------------------------------------------------------------------------- |
| 11 września 2001 | Villa Mitre Bahía Blanca - Defensores de Belgrano Buenos Aires 0:2 Comba, Rivadeneira    |
| 11 września 2001 | Almagro Buenos Aires - Juventud Antoniana Salta 0:0                                      |
| 11 września 2001 | CA Platense - Olimpo Bahía Blanca 0:2 González, Fernández                                |
| 11 września 2001 | Gimnasia y Esgrima Concepcion del Uruguay - CA Argentino de Quilmes 2:0 Sena, Leguizamón |
| 11 września 2001 | San Martín San Juan - San Martín Mendoza 0:0                                             |
| 11 września 2001 | Huracán Tres Arroyos - Defensa y Justicia Buenos Aires 1:0 Guevara                       |
| 11 września 2001 | Independiente Rivadavia Mendoza - Racing Córdoba 2:1 Paratore (2) - Iglesias             |
| 11 września 2001 | Instituto Córdoba - Godoy Cruz Antonio Tomba 2:1 Giménez, Felicia - Carnero              |
| 11 września 2001 | Atlético Tucumán - Club El Porvenir 1:2 Ibáñez - Campodónico, Alsina                     |
| 12 września 2001 | Arsenal Sarandí Buenos Aires - Central Córdoba Rosario 3:0 Espínola (2), Pizarro         |
| 12 września 2001 | Los Andes Buenos Aires - Gimnasia y Esgrima Jujuy 0:1 Casartelli                         |
| 12 września 2001 | Atlético Rafaela - CA Tigre 3:2 Gerk (2), Mendoza - P. Islas, Czornomaz                  |

### Apertura 6
| Data             | Mecz |
| ---------------- | --- |
| 15 września 2001 | Club El Porvenir - Atlético Rafaela 0:0                                                                     |
| 15 września 2001 | CA Tigre - Villa Mitre Bahía Blanca 1:2 Czornomaz k - Carrizo, Larroque k                                   |
| 15 września 2001 | Defensores de Belgrano Buenos Aires - Huracán Tres Arroyos 2:0 Comba, Pereyra                               |
| 15 września 2001 | Defensa y Justicia Buenos Aires - Gimnasia y Esgrima Concepcion del Uruguay 1:0 Benítez                     |
| 15 września 2001 | CA Argentino de Quilmes - Instituto Córdoba 2:0 Bennett, Alayes                                             |
| 15 września 2001 | Godoy Cruz Antonio Tomba - San Martín San Juan 3:4 Torresi, Carnero, Rivero - Iglesias s, Buena (2), Marini |
| 15 września 2001 | San Martín Mendoza - Independiente Rivadavia Mendoza 0:0                                                    |
| 15 września 2001 | Racing Córdoba - Almagro Buenos Aires 1:0 Araujo                                                            |
| 15 września 2001 | Central Córdoba Rosario - Almirante Brown Arrecifes 1:3 Medina - Pringles, Prado, Emmert s                  |
| 16 września 2001 | Juventud Antoniana Salta - Los Andes Buenos Aires 3:2 Alfaro, Saldaño, Gil - Denis, Saboredo                |
| 16 września 2001 | Gimnasia y Esgrima Jujuy - CA Platense 4:1 Juárez, Comminges, Coronel, Balvorín - Santo                     |
| 16 września 2001 | Olimpo Bahía Blanca - Arsenal Sarandí Buenos Aires 0:0                                                      |

### Apertura 7
| Data             | Mecz |
| ---------------- | --- |
| 20 września 2001 | Instituto Córdoba - Defensa y Justicia Buenos Aires 3:2 Sarría (2), Sánchez - Benítez, Bogado                                             |
| 22 września 2001 | Almirante Brown Arrecifes - Olimpo Bahía Blanca 0:2 Laspada, González                                                                     |
| 22 września 2001 | Arsenal Sarandí Buenos Aires - Gimnasia y Esgrima Jujuy 1:0 D. Espínola                                                                   |
| 22 września 2001 | CA Platense - Juventud Antoniana Salta 2:0 Leva (2)                                                                                       |
| 22 września 2001 | Los Andes Buenos Aires - Racing Córdoba 2:0 Denis (2)                                                                                     |
| 22 września 2001 | Villa Mitre Bahía Blanca - Club El Porvenir 0:2 Campodónico (2)                                                                           |
| 22 września 2001 | Atlético Rafaela - Atlético Tucumán 1:1 Bonet - Ibáñez                                                                                    |
| 22 września 2001 | Almagro Buenos Aires - San Martín Mendoza 1:1 Meloño - Villalba                                                                           |
| 23 września 2001 | Independiente Rivadavia Mendoza - Godoy Cruz Antonio Tomba 1:1 Natalicchio - Carnero                                                      |
| 23 września 2001 | San Martín San Juan - CA Argentino de Quilmes 0:0                                                                                         |
| 23 września 2001 | Huracán Tres Arroyos - CA Tigre 2:2 Abad, García - Frangipane, Czornomaz                                                                  |
| 24 września 2001 | Gimnasia y Esgrima Concepcion del Uruguay - Defensores de Belgrano Buenos Aires 3:2 Vendakis, Ceballos, Leguizamón k - Cochas, González s |

### Apertura 8
| Data                | Mecz |
| ------------------- | --- |
| 27 września 2001    | Defensa y Justicia Buenos Aires - San Martín San Juan 2:1 Casado (2) - Buena                              |
| 29 września 2001    | Club El Porvenir - Huracán Tres Arroyos 2:1 Campodónico (2) - Izquierdo                                   |
| 29 września 2001    | CA Tigre - Gimnasia y Esgrima Concepcion del Uruguay 0:0                                                  |
| 29 września 2001    | Defensores de Belgrano Buenos Aires - Instituto Córdoba 4:1 Gómez Barroche, Vilariño, Comba (2) - Jiménez |
| 29 września 2001    | Godoy Cruz Antonio Tomba - Almagro Buenos Aires 1:1 Martínez - Monje                                      |
| 29 września 2001    | CA Argentino de Quilmes - Independiente Rivadavia Mendoza 0:1 Giménez                                     |
| 29 września 2001    | Racing Córdoba - CA Platense 0:1 Rojas                                                                    |
| 29 września 2001    | Olimpo Bahía Blanca - Central Córdoba Rosario 1:3 Zelaya - Aira, Santos, Medina                           |
| 30 września 2001    | San Martín Mendoza - Los Andes Buenos Aires 2:0 Bermegui, Benítez                                         |
| 30 września 2001    | Atlético Tucumán - Villa Mitre Bahía Blanca 3:2 Cabrol (2), Corbalán - Larroque, Guerra                   |
| 30 września 2001    | Gimnasia y Esgrima Jujuy - Almirante Brown Arrecifes 1:2 Juárez - Real, Prado                             |
| 1 października 2001 | Juventud Antoniana Salta - Arsenal Sarandí Buenos Aires 1:0 Romay                                         |

### Apertura 9
| Data                | Mecz                                                                                            |
| ------------------- | ----------------------------------------------------------------------------------------------- |
| 4 października 2001 | San Martín San Juan - Defensores de Belgrano Buenos Aires 1:1 Molina - Miño                     |
| 5 października 2001 | Independiente Rivadavia Mendoza - Defensa y Justicia Buenos Aires 1:1 Giménez - Casado          |
| 6 października 2001 | Central Córdoba Rosario - Gimnasia y Esgrima Jujuy 0:1 Alarcón                                  |
| 6 października 2001 | Almirante Brown Arrecifes - Juventud Antoniana Salta 0:1 Marín                                  |
| 6 października 2001 | Arsenal Sarandí Buenos Aires - Racing Córdoba 2:2 O. Espínola, Pavone - Fernández, Caminos      |
| 6 października 2001 | CA Platense - San Martín Mendoza 1:0 Santo                                                      |
| 6 października 2001 | Los Andes Buenos Aires - Godoy Cruz Antonio Tomba 3:2 Graieb, Ocampos, Denis - Abaurre, Herrera |
| 6 października 2001 | Almagro Buenos Aires - CA Argentino de Quilmes 2:1 Aciari, Gianfelice - Aragón                  |
| 6 października 2001 | Instituto Córdoba - CA Tigre 3:0 Jiménez (2, 1k), Sarría                                        |
| 6 października 2001 | Gimnasia y Esgrima Concepcion del Uruguay - Club El Porvenir 0:1 Checchia                       |
| 6 października 2001 | Villa Mitre Bahía Blanca - Atlético Rafaela 1:2 Minor - Marczuk, Bonnet                         |
| 7 października 2001 | Huracán Tres Arroyos - Atlético Tucumán 2:3 Galván, Squadrone - Cabrol (2), Corbalán            |

### Apertura 10
| Data                 | Mecz |
| -------------------- | --- |
| 9 października 2001  | Club El Porvenir - Instituto Córdoba 0:0                                                                       |
| 9 października 2001  | Defensores de Belgrano Buenos Aires - Independiente Rivadavia Mendoza 1:3 Cochas - Trimarchi, Guerra, Paratore |
| 10 października 2001 | Atlético Rafaela - Huracán Tres Arroyos 0:1 Guevara                                                            |
| 10 października 2001 | Atlético Tucumán - Gimnasia y Esgrima Concepcion del Uruguay 2:2 Silva, Cabrol - Leguizamón, Vendakis          |
| 10 października 2001 | CA Tigre - San Martín San Juan 1:3 Mannara - Dillon, Marini (2)                                                |
| 10 października 2001 | CA Argentino de Quilmes - Los Andes Buenos Aires 3:0 Filosa, Bennett, Grelak s                                 |
| 10 października 2001 | Godoy Cruz Antonio Tomba - CA Platense 1:2 Abaurre - Leva, Miranda                                             |
| 10 października 2001 | Racing Córdoba - Almirante Brown Arrecifes 1:1 Bértola - Rodríguez                                             |
| 10 października 2001 | Juventud Antoniana Salta - Central Córdoba Rosario 1:0 Saldaño                                                 |
| 10 października 2001 | Defensa y Justicia Buenos Aires - Almagro Buenos Aires 2:2 Casado (2) - Fernández, Acciari                     |
| 10 października 2001 | San Martín Mendoza - Arsenal Sarandí Buenos Aires 1:1 Bermegui - Gareca                                        |
| 10 października 2001 | Gimnasia y Esgrima Jujuy - Olimpo Bahía Blanca 1:1 Balvorín - Fernández                                        |

### Apertura 11
| Data                 | Mecz                                                                                            |
| -------------------- | ----------------------------------------------------------------------------------------------- |
| 16 października 2001 | Olimpo Bahía Blanca - Juventud Antoniana Salta 1:0 Laspada                                      |
| 16 października 2001 | Huracán Tres Arroyos - Villa Mitre Bahía Blanca 0:0                                             |
| 16 października 2001 | Almirante Brown Arrecifes - San Martín Mendoza 2:2 Real, Prado - Villalba, Raggio               |
| 16 października 2001 | Almagro Buenos Aires - Defensores de Belgrano Buenos Aires 1:3 Watson - Comba (2), Cochas       |
| 16 października 2001 | Independiente Rivadavia Mendoza - CA Tigre 4:1 Giménez, Trimarchi (2), Paratore - P. Islas      |
| 16 października 2001 | San Martín San Juan - Club El Porvenir 0:0                                                      |
| 16 października 2001 | Instituto Córdoba - Atlético Tucumán 0:2 Guerra, Kalujerovich                                   |
| 16 października 2001 | Arsenal Sarandí Buenos Aires - Godoy Cruz Antonio Tomba 2:2 Rodríguez, Ruiz - Abaurre, Canedo k |
| 16 października 2001 | Gimnasia y Esgrima Concepcion del Uruguay - Atlético Rafaela 1:0 H. Orcellet                    |
| 16 października 2001 | Central Córdoba Rosario - Racing Córdoba 1:1 Pavoni - Gaboardi                                  |
| 17 października 2001 | CA Platense - CA Argentino de Quilmes 1:1 Insaurralde - Schiavi                                 |
| 17 października 2001 | Los Andes Buenos Aires - Defensa y Justicia Buenos Aires 0:1 Casado                             |

### Apertura 12
| Data                 | Mecz                                                                                    |
| -------------------- | --------------------------------------------------------------------------------------- |
| 20 października 2001 | Villa Mitre Bahía Blanca - Gimnasia y Esgrima Concepcion del Uruguay 0:1 Colombo        |
| 20 października 2001 | Atlético Rafaela - Instituto Córdoba 2:2 Gerk (2) - Risio, Sarría                       |
| 20 października 2001 | Club El Porvenir - Independiente Rivadavia Mendoza 1:0 Rodríguez                        |
| 20 października 2001 | Defensores de Belgrano Buenos Aires - Los Andes Buenos Aires 1:2 Barrone - Denis (2)    |
| 20 października 2001 | CA Argentino de Quilmes - Arsenal Sarandí Buenos Aires 2:1 Schiavi k, Couceiro - Gareca |
| 20 października 2001 | Godoy Cruz Antonio Tomba - Almirante Brown Arrecifes 0:0                                |
| 20 października 2001 | Racing Córdoba - Olimpo Bahía Blanca 1:3 Fernández - Zelaya, Laspada k, González        |
| 20 października 2001 | Juventud Antoniana Salta - Gimnasia y Esgrima Jujuy 0:0                                 |
| 21 października 2001 | Atlético Tucumán - San Martín San Juan 0:1 Ortiz                                        |
| 21 października 2001 | San Martín Mendoza - Central Córdoba Rosario 2:0 Raggio k, Villalba                     |
| 22 października 2001 | Defensa y Justicia Buenos Aires - CA Platense 1:3 Solari - Leva (2, 1k), Sánchez        |
| 23 października 2001 | CA Tigre - Almagro Buenos Aires 2:1 P. Islas, Blanco - Demus                            |

### Apertura 13
| Data                 | Mecz |
| -------------------- | --- |
| 25 października 2001 | Olimpo Bahía Blanca - San Martín Mendoza 2:1 Zelaya, Laspada k - Pérez s                                                                   |
| 26 października 2001 | Instituto Córdoba - Villa Mitre Bahía Blanca 2:0 Jiménez, Bongiovanni                                                                      |
| 26 października 2001 | Independiente Rivadavia Mendoza - Atlético Tucumán 1:2 Calvo - Cabrol, Lobo                                                                |
| 26 października 2001 | San Martín San Juan - Atlético Rafaela 1:0 Ortiz                                                                                           |
| 27 października 2001 | Gimnasia y Esgrima Jujuy - Racing Córdoba 3:2 Romano, Becerra s, Arnedo - Fernández, Becerra                                               |
| 27 października 2001 | Central Córdoba Rosario - Godoy Cruz Antonio Tomba 6:4 Cárdenas, Medina, Aira (2, 2k), Raimonda, Castillo - Carnero (2), Cabrera k, Dobrik |
| 27 października 2001 | Almirante Brown Arrecifes - CA Argentino de Quilmes 0:1 Bennett                                                                            |
| 27 października 2001 | CA Platense - Defensores de Belgrano Buenos Aires 0:3 Rivadeneira, Comba (2)                                                               |
| 27 października 2001 | Los Andes Buenos Aires - CA Tigre 2:0 Denis, Silva                                                                                         |
| 27 października 2001 | Almagro Buenos Aires - Club El Porvenir 3:3 Figueroa, Gianfelice, Dezzoti - Acciari s, Rodríguez, Collard                                  |
| 27 października 2001 | Gimnasia y Esgrima Concepcion del Uruguay - Huracán Tres Arroyos 3:0 Colombo (2), Fontana                                                  |
| 11 grudnia 2001      | Arsenal Sarandí Buenos Aires - Defensa y Justicia Buenos Aires 3:0 Palavecino (2), Duarte s                                                |

### Apertura 14
| Data                 | Mecz                                                                                                 |
| -------------------- | --- |
| 30 października 2001 | Huracán Tres Arroyos - Instituto Córdoba 2:3 Izquierdo (2) - Sarría (2, 1k), Bongiovanni             |
| 30 października 2001 | Villa Mitre Bahía Blanca - San Martín San Juan 1:0 Fuhr                                              |
| 30 października 2001 | Atlético Tucumán - Almagro Buenos Aires 0:3 Gianfelice, Demus (2)                                    |
| 30 października 2001 | Club El Porvenir - Los Andes Buenos Aires 2:2 Campodónico, Rodríguez - Domínguez, Denis              |
| 30 października 2001 | CA Tigre - CA Platense 1:1 Acosta - Bergesio                                                         |
| 30 października 2001 | Defensores de Belgrano Buenos Aires - Arsenal Sarandí Buenos Aires 0:0                               |
| 30 października 2001 | Defensa y Justicia Buenos Aires - Almirante Brown Arrecifes 1:0 Benítez                              |
| 30 października 2001 | CA Argentino de Quilmes - Central Córdoba Rosario 4:2 Alayes, Bennett (2), Aragón - Medina, Raymonda |
| 30 października 2001 | Godoy Cruz Antonio Tomba - Olimpo Bahía Blanca 0:0                                                   |
| 30 października 2001 | San Martín Mendoza - Gimnasia y Esgrima Jujuy 1:0 Villalba                                           |
| 30 października 2001 | Racing Córdoba - Juventud Antoniana Salta 0:3 Pérez, Velarde, Villalba                               |
| 31 października 2001 | Atlético Rafaela - Independiente Rivadavia Mendoza 2:2 Juárez, Sekagya - Giménez (2)                 |

### Apertura 15
| Data             | Mecz                                                                                           |
| ---------------- | ---------------------------------------------------------------------------------------------- |
| 3 listopada 2001 | Olimpo Bahía Blanca - CA Argentino de Quilmes 1:1 Delorte - Bennett                            |
| 3 listopada 2001 | Central Córdoba Rosario - Defensa y Justicia Buenos Aires 0:3 Casado, Benítez, Celebroni       |
| 3 listopada 2001 | Almirante Brown Arrecifes - Defensores de Belgrano Buenos Aires 1:1 Real - Comba               |
| 3 listopada 2001 | Arsenal Sarandí Buenos Aires - CA Tigre 3:0 Caruso, Gareca, Esmerado                           |
| 3 listopada 2001 | Instituto Córdoba - Gimnasia y Esgrima Concepcion del Uruguay 4:1 Jiménez (3), Sarría - Blanco |
| 3 listopada 2001 | Los Andes Buenos Aires - Atlético Tucumán 2:2 Denis, Grelak k - Lobo, Corbalán                 |
| 3 listopada 2001 | Almagro Buenos Aires - Atlético Rafaela 0:2 Gerk, García                                       |
| 4 listopada 2001 | Juventud Antoniana Salta - San Martín Mendoza 2:2 Raggio k, Bermegui - Villalba (2)            |
| 4 listopada 2001 | Gimnasia y Esgrima Jujuy - Godoy Cruz Antonio Tomba 5:0 González, Juárez (3, 1k), Saccone      |
| 4 listopada 2001 | Independiente Rivadavia Mendoza - Villa Mitre Bahía Blanca 1:1 Giménez - Berra                 |
| 4 listopada 2001 | San Martín San Juan - Huracán Tres Arroyos 3:1 Antuña (2), Laciar - García k                   |
| 5 listopada 2001 | CA Platense - Club El Porvenir 0:1 Campodónico                                                 |

### Apertura 16
| Data              | Mecz                                                                                                   |
| ----------------- | --- |
| 9 listopada 2001  | Defensores de Belgrano Buenos Aires - Central Córdoba Rosario 2:2 Toffoletti s, Comba - Iuvale, Medina |
| 9 listopada 2001  | Defensa y Justicia Buenos Aires - Olimpo Bahía Blanca 3:2 Zuleta (2), Solari - González, Zelaya        |
| 9 listopada 2001  | Club El Porvenir - Arsenal Sarandí Buenos Aires 1:1 Rodríguez - González                               |
| 9 listopada 2001  | CA Tigre - Almirante Brown Arrecifes 1:2 P. Islas - Prado (2)                                          |
| 9 listopada 2001  | CA Argentino de Quilmes - Gimnasia y Esgrima Jujuy 2:2 Bennett, Alayes - Arnedo, Comminges             |
| 9 listopada 2001  | Huracán Tres Arroyos - Independiente Rivadavia Mendoza 1:0 Abad                                        |
| 9 listopada 2001  | Gimnasia y Esgrima Concepcion del Uruguay - San Martín San Juan 2:2 Ceballos (2, 1k) - Molina (2)      |
| 9 listopada 2001  | Villa Mitre Bahía Blanca - Almagro Buenos Aires 2:2 Carrillo, Larroque k - Demus, Gianfelice           |
| 9 listopada 2001  | Atlético Tucumán - CA Platense 2:1 Clotet, Orellana - Santo                                            |
| 9 listopada 2001  | Godoy Cruz Antonio Tomba - Juventud Antoniana Salta 3:1 R. Abaurre, Carnero, A. Abaurre - Velarde k    |
| 9 listopada 2001  | San Martín Mendoza - Racing Córdoba 2:0 Raggio, Bermegui                                               |
| 10 listopada 2001 | Atlético Rafaela - Los Andes Buenos Aires 3:1 Gerk, Juárez, Marczuk - Grelak k                         |

### Apertura 17
| Data              | Mecz                                                                                               |
| ----------------- | -------------------------------------------------------------------------------------------------- |
| 13 listopada 2001 | Racing Córdoba - Godoy Cruz Antonio Tomba 2:0 Rezzónico, Maldonado                                 |
| 13 listopada 2001 | Juventud Antoniana Salta - CA Argentino de Quilmes 2:4 Velarde, Gil - Marclay, Alayes (2), Bennett |
| 13 listopada 2001 | Gimnasia y Esgrima Jujuy - Defensa y Justicia Buenos Aires 3:1 Aguírrez, González, Testa - Benítez |
| 13 listopada 2001 | Olimpo Bahía Blanca - Defensores de Belgrano Buenos Aires 3:1 Díaz, González, Zelaya - Cochas      |
| 13 listopada 2001 | Central Córdoba Rosario - CA Tigre 3:0 Pavoni (2), Santa Cruz                                      |
| 13 listopada 2001 | Almirante Brown Arrecifes - Club El Porvenir 1:2 Grecco - Galván, Campodónico k                    |
| 13 listopada 2001 | CA Platense - Atlético Rafaela 1:2 García - Gerk, Mendoza                                          |
| 13 listopada 2001 | Almagro Buenos Aires - Huracán Tres Arroyos 4:0 Demus (3), Gianfelice                              |
| 13 listopada 2001 | Independiente Rivadavia Mendoza - Gimnasia y Esgrima Concepcion del Uruguay 0:0                    |
| 13 listopada 2001 | San Martín San Juan - Instituto Córdoba 1:4 Molina - Jiménez, Rimoldi, Sánchez, Sarría             |
| 14 listopada 2001 | Arsenal Sarandí Buenos Aires - Atlético Tucumán 0:0                                                |
| 14 listopada 2001 | Los Andes Buenos Aires - Villa Mitre Bahía Blanca 0:1 Larroque k                                   |

### Apertura 18
| Data              | Mecz                                                                                         |
| ----------------- | -------------------------------------------------------------------------------------------- |
| 18 listopada 2001 | Godoy Cruz Antonio Tomba - San Martín Mendoza 1:2 A. Abaurre - Demaría, Benítez              |
| 19 listopada 2001 | CA Tigre - Olimpo Bahía Blanca 0:2 Blengio s, Iachetti                                       |
| 19 listopada 2001 | Defensores de Belgrano Buenos Aires - Gimnasia y Esgrima Jujuy 2:0 Cochas, Comba             |
| 19 listopada 2001 | Defensa y Justicia Buenos Aires - Juventud Antoniana Salta 1:3 Bogado - Gil, Jara (2)        |
| 19 listopada 2001 | CA Argentino de Quilmes - Racing Córdoba 1:1 Bennett - Maldonado                             |
| 19 listopada 2001 | Club El Porvenir - Central Córdoba Rosario 1:0 Rodríguez                                     |
| 19 listopada 2001 | Gimnasia y Esgrima Concepcion del Uruguay - Almagro Buenos Aires 2:1 Ceballos (2) - Gallardo |
| 19 listopada 2001 | Atlético Tucumán - Almirante Brown Arrecifes 1:1 Lobo - Schiapparelli                        |
| 19 listopada 2001 | Instituto Córdoba - Independiente Rivadavia Mendoza 2:0 Bongiovanni, Figueroa                |
| 19 listopada 2001 | Huracán Tres Arroyos - Los Andes Buenos Aires 3:2 García, Abad, Izquierdo - Graieb, Denis    |
| 19 listopada 2001 | Villa Mitre Bahía Blanca - CA Platense 2:0 Minor, Larroque k                                 |
| 19 listopada 2001 | Atlético Rafaela - Arsenal Sarandí Buenos Aires 0:2 Ruiz, Morales k                          |

### Apertura 19
| Data              | Mecz |
| ----------------- | --- |
| 24 listopada 2001 | San Martín Mendoza - CA Argentino de Quilmes 1:1 Raggio k - Couceiro                                     |
| 24 listopada 2001 | Racing Córdoba - Defensa y Justicia Buenos Aires 2:2 Araya, Bértola k - Cejas, Orellano                  |
| 24 listopada 2001 | Juventud Antoniana Salta - Defensores de Belgrano Buenos Aires 0:0                                       |
| 24 listopada 2001 | Gimnasia y Esgrima Jujuy - CA Tigre 3:2 Granolliers, Balvorín, Arnedo - Montiquín, Pereyra               |
| 24 listopada 2001 | Olimpo Bahía Blanca - Club El Porvenir 1:0 Laspada                                                       |
| 24 listopada 2001 | Central Córdoba Rosario - Atlético Tucumán 2:0 Medina, Pavoni                                            |
| 24 listopada 2001 | Almirante Brown Arrecifes - Atlético Rafaela 0:2 Gerk, García                                            |
| 24 listopada 2001 | Arsenal Sarandí Buenos Aires - Villa Mitre Bahía Blanca 2:0 D. Espínola, Caruso                          |
| 24 listopada 2001 | CA Platense - Huracán Tres Arroyos 0:1 Nicotra                                                           |
| 24 listopada 2001 | Los Andes Buenos Aires - Gimnasia y Esgrima Concepcion del Uruguay 3:1 Domínguez, Denis (2) - Leguizamón |
| 24 listopada 2001 | Almagro Buenos Aires - Instituto Córdoba 1:1 Cáceres Silva - Ríos                                        |
| 24 listopada 2001 | Independiente Rivadavia Mendoza - San Martín San Juan 4:1 Natalicchio, Wohlfart, Giménez (2, 2k) - Soler |

### Apertura 20
| Data              | Mecz                                                                                       |
| ----------------- | ------------------------------------------------------------------------------------------ |
| 27 listopada 2001 | San Martín San Juan - Almagro Buenos Aires 1:2 Marini - Acciari (2, 1k)                    |
| 27 listopada 2001 | Instituto Córdoba - Los Andes Buenos Aires 0:2 Silva, Denis                                |
| 27 listopada 2001 | Gimnasia y Esgrima Concepcion del Uruguay - CA Platense 2:0 Cantero, Casals                |
| 27 listopada 2001 | Huracán Tres Arroyos - Arsenal Sarandí Buenos Aires 1:0 Dragojevich                        |
| 27 listopada 2001 | Villa Mitre Bahía Blanca - Almirante Brown Arrecifes 1:2 Fuhr - Schiapparelli, Argañarás   |
| 27 listopada 2001 | Atlético Rafaela - Central Córdoba Rosario 2:1 Semino, Ruiz Díaz - Gerlo                   |
| 27 listopada 2001 | Atlético Tucumán - Olimpo Bahía Blanca 1:2 Cativa - González, Sánchez Varela               |
| 27 listopada 2001 | Club El Porvenir - Gimnasia y Esgrima Jujuy 0:0                                            |
| 27 listopada 2001 | Defensa y Justicia Buenos Aires - San Martín Mendoza 1:3 Cejas - Benítez, Otaño, Bermegui  |
| 27 listopada 2001 | CA Argentino de Quilmes - Godoy Cruz Antonio Tomba 1:0 Bennett                             |
| 28 listopada 2001 | CA Tigre - Juventud Antoniana Salta 1:2 Blengio - Rosas, Oste                              |
| 28 listopada 2001 | Defensores de Belgrano Buenos Aires - Racing Córdoba 3:1 Comba (2, 1k), Cochas - Maldonado |

### Apertura 21
| Data           | Mecz                                                                                             |
| -------------- | ------------------------------------------------------------------------------------------------ |
| 1 grudnia 2001 | Godoy Cruz Antonio Tomba - Defensa y Justicia Buenos Aires 3:1 Cabrera (2), Carnero - Herrera    |
| 1 grudnia 2001 | San Martín Mendoza - Defensores de Belgrano Buenos Aires 1:2 Villalba - Comba (2)                |
| 1 grudnia 2001 | Racing Córdoba - CA Tigre 0:5 Hudaied, Dundo, P. Islas (3)                                       |
| 1 grudnia 2001 | Juventud Antoniana Salta - Club El Porvenir 3:1 Romay, Gil, Villalba - Delfino                   |
| 1 grudnia 2001 | Gimnasia y Esgrima Jujuy - Atlético Tucumán 4:2 Juárez, Piro, Arnedo - Aráoz, Ibáñez             |
| 1 grudnia 2001 | Olimpo Bahía Blanca - Atlético Rafaela 1:0 González                                              |
| 1 grudnia 2001 | Central Córdoba Rosario - Villa Mitre Bahía Blanca 1:1 Medina - Minor                            |
| 1 grudnia 2001 | Almirante Brown Arrecifes - Huracán Tres Arroyos 0:2 Izquierdo, Abad                             |
| 1 grudnia 2001 | Arsenal Sarandí Buenos Aires - Gimnasia y Esgrima Concepcion del Uruguay 2:0 Esmerado, Morales k |
| 1 grudnia 2001 | CA Platense - Instituto Córdoba 3:2 Santo (2), Suárez - Bongioanni, Jeandet                      |
| 1 grudnia 2001 | Los Andes Buenos Aires - San Martín San Juan 1:1 Domínguez - Soler                               |
| 1 grudnia 2001 | Almagro Buenos Aires - Independiente Rivadavia Mendoza 2:1 Carranza, Gianfelice - Giménez        |

### Apertura 22
| Data            | Mecz |
| --------------- | --- |
| 4 grudnia 2001  | Independiente Rivadavia Mendoza - Los Andes Buenos Aires 4:0 Giménez (2), Cameroni (2)                                                       |
| 4 grudnia 2001  | San Martín San Juan - CA Platense 1:1 Ortiz - Peralta                                                                                        |
| 4 grudnia 2001  | Instituto Córdoba - Arsenal Sarandí Buenos Aires 3:0 Barrera (2), Sarría                                                                     |
| 4 grudnia 2001  | Gimnasia y Esgrima Concepcion del Uruguay - Almirante Brown Arrecifes 2:0 Fontana, Leguizamón                                                |
| 4 grudnia 2001  | Huracán Tres Arroyos - Central Córdoba Rosario 1:0 Guevara                                                                                   |
| 4 grudnia 2001  | Atlético Rafaela - Gimnasia y Esgrima Jujuy 0:0                                                                                              |
| 4 grudnia 2001  | Atlético Tucumán - Juventud Antoniana Salta 1:0 Aráoz                                                                                        |
| 4 grudnia 2001  | Club El Porvenir - Racing Córdoba 1:1 Delfino - Rodríguez                                                                                    |
| 4 grudnia 2001  | Defensores de Belgrano Buenos Aires - Godoy Cruz Antonio Tomba 1:1 Comba - A. Abaurre                                                        |
| 4 grudnia 2001  | Defensa y Justicia Buenos Aires - CA Argentino de Quilmes 2:0 Zuleta, Benítez                                                                |
| 4 grudnia 2001  | CA Tigre - San Martín Mendoza 1:1 Lovera - Demaría mecz przerwany w 34 minucie z powodu zamieszek na trybunach - dokończony 12 grudnia       |
| 5 grudnia 2001  | Villa Mitre Bahía Blanca - Olimpo Bahía Blanca 1:1 Trotta - Díaz                                                                             |
| 12 grudnia 2001 | CA Tigre - San Martín Mendoza 2:3 Lovera, P. Islas - Demaría, Benítez, Bermegui dokończenie pozostałych 56 minut meczu przerwanego 4 grudnia |

### Apertura 23
| Data            | Mecz |
| --------------- | --- |
| 7 grudnia 2001  | Almirante Brown Arrecifes - Instituto Córdoba 0:1 Minero                                                                                |
| 8 grudnia 2001  | Godoy Cruz Antonio Tomba - CA Tigre 3:1 Carnero (2), Canedo - Lovera                                                                    |
| 8 grudnia 2001  | Racing Córdoba - Atlético Tucumán 3:3 Gaboardi, Maldonado, Bertola - Silva (2), López                                                   |
| 8 grudnia 2001  | Olimpo Bahía Blanca - Huracán Tres Arroyos 3:1 González, Delorte, Clementz - García                                                     |
| 8 grudnia 2001  | Central Córdoba Rosario - Gimnasia y Esgrima Concepcion del Uruguay 4:4 Raimonda (2), Iuvale, Gerbo - Gallego s, Ceballos (2), Vendakis |
| 8 grudnia 2001  | Arsenal Sarandí Buenos Aires - San Martín San Juan 0:1 Cisneros                                                                         |
| 8 grudnia 2001  | CA Platense - Independiente Rivadavia Mendoza 0:0                                                                                       |
| 8 grudnia 2001  | Los Andes Buenos Aires - Almagro Buenos Aires 5:0 Sánchez, Domínguez (2), Denis, Silva                                                  |
| 9 grudnia 2001  | San Martín Mendoza - Club El Porvenir 0:0                                                                                               |
| 9 grudnia 2001  | Juventud Antoniana Salta - Atlético Rafaela 1:0 Saldaño                                                                                 |
| 9 grudnia 2001  | Gimnasia y Esgrima Jujuy - Villa Mitre Bahía Blanca 3:1 Arnedo, Zwenger s, Testa - Fuhr                                                 |
| 10 grudnia 2001 | CA Argentino de Quilmes - Defensores de Belgrano Buenos Aires 1:0 Bennett                                                               |

### Apertura 24
| Data            | Mecz |
| --------------- | --- |
| 14 grudnia 2001 | San Martín San Juan - Almirante Brown Arrecifes 5:0 Gómez, Menéndez, Antuña, Laciar (2)                               |
| 14 grudnia 2001 | Atlético Rafaela - Racing Córdoba 3:1 García, Gerk, Valiente - Rodríguez                                              |
| 15 grudnia 2001 | Instituto Córdoba - Central Córdoba Rosario 2:2 Moreyra, Minero - Raymonda, Medina                                    |
| 15 grudnia 2001 | Gimnasia y Esgrima Concepcion del Uruguay - Olimpo Bahía Blanca 2:0 Blanco, Ceballos                                  |
| 15 grudnia 2001 | Villa Mitre Bahía Blanca - Juventud Antoniana Salta 2:1 Minor, Álvarez - Saldaño                                      |
| 15 grudnia 2001 | Atlético Tucumán - San Martín Mendoza 4:1 Cabrol (2, 1k), Aráoz, Silva - Castano                                      |
| 15 grudnia 2001 | Club El Porvenir - Godoy Cruz Antonio Tomba 3:5 Campodónico (2), Rodríguez - De la Vega, Abaurre, Canedo, Carnero (2) |
| 15 grudnia 2001 | CA Tigre - CA Argentino de Quilmes 1:2 Frangipane - Bennett, Biasotto                                                 |
| 15 grudnia 2001 | Defensores de Belgrano Buenos Aires - Defensa y Justicia Buenos Aires 0:0                                             |
| 16 grudnia 2001 | Independiente Rivadavia Mendoza - Arsenal Sarandí Buenos Aires 0:0                                                    |
| 16 grudnia 2001 | Huracán Tres Arroyos - Gimnasia y Esgrima Jujuy 1:0 García                                                            |
| 17 grudnia 2001 | Almagro Buenos Aires - CA Platense 1:0 Gómez s                                                                        |

### Apertura 25
| Data             | Mecz |
| ---------------- | --- |
| 27 grudnia 2001  | Olimpo Bahía Blanca - Instituto Córdoba 4:0 Díaz (2), Zelaya, Laspada                                    |
| 27 grudnia 2001  | CA Argentino de Quilmes - Club El Porvenir 1:0 Sparapani                                                 |
| 27 grudnia 2001  | San Martín Mendoza - Atlético Rafaela 4:1 Morán, Raggio, Castano, Castro s - Marczuk                     |
| 31 stycznia 2001 | Almirante Brown Arrecifes - Independiente Rivadavia Mendoza 2:2 Gianfelice (2, 1k) - Czornomaz, Giménez  |
| 1 lutego 2002    | Godoy Cuz - Atlético Tucumán 1:0 Canedo k                                                                |
| 1 lutego 2002    | Racing Córdoba - Villa Mitre Bahía Blanca 2:0 Bértola (2, 1k)                                            |
| 1 lutego 2002    | Juventud Antoniana Salta - Huracán Tres Arroyos 2:3 R. Contreras, C. Contreras - Abad (2), García        |
| 2 lutego 2002    | Defensa y Justicia Buenos Aires - CA Tigre 2:1 Arébalo, Casado k - Ortega                                |
| 2 lutego 2002    | Central Córdoba Rosario - San Martín San Juan 3:1 Valiente, Raymonda k, Giri - Soler k                   |
| 2 lutego 2002    | Arsenal Sarandí Buenos Aires - Almagro Buenos Aires 4:2 Gareca (2), Palavecino, Villalba - Fernández (2) |
| 2 lutego 2002    | CA Platense - Los Andes Buenos Aires 1:2 Leva - Avendaño, Ocampos                                        |
| 3 lutego 2002    | Gimnasia y Esgrima Jujuy - Gimnasia y Esgrima Concepcion del Uruguay 3:0 Piro, Saccone (2)               |

### Tabela końcowa turnieju Apertura 2001/02
| Poz | Klub                                      | Mecze | Zw | Rem | Por | Pkt | BrZd | BrStr |
| --- | ----------------------------------------- | ----- | -- | --- | --- | --- | ---- | ----- |
| 1   | Olimpo Bahía Blanca                       | 24    | 13 | 7   | 4   | 46  | 36   | 20    |
| 2   | CA Argentino de Quilmes                   | 24    | 13 | 6   | 5   | 45  | 36   | 24    |
| 3   | San Martín Mendoza                        | 24    | 12 | 8   | 4   | 44  | 37   | 24    |
| 4   | Huracán Tres Arroyos                      | 24    | 13 | 2   | 9   | 41  | 33   | 32    |
| 5   | Gimnasia y Esgrima Jujuy                  | 24    | 11 | 6   | 7   | 39  | 35   | 23    |
| 6   | Gimnasia y Esgrima Concepcion del Uruguay | 24    | 11 | 6   | 7   | 39  | 35   | 29    |
| 7   | Juventud Antoniana Salta                  | 24    | 11 | 5   | 8   | 38  | 32   | 27    |
| 8   | Instituto Córdoba                         | 24    | 11 | 5   | 8   | 38  | 38   | 34    |
| 9   | Club El Porvenir                          | 24    | 9  | 11  | 4   | 38  | 24   | 20    |
| 10  | Defensores de Belgrano Buenos Aires       | 24    | 10 | 7   | 7   | 37  | 37   | 25    |
| 11  | San Martín San Juan                       | 24    | 9  | 8   | 7   | 35  | 32   | 28    |
| 12  | Atlético Rafaela                          | 24    | 10 | 5   | 9   | 35  | 33   | 30    |
| 13  | Arsenal Sarandí Buenos Aires              | 24    | 8  | 9   | 7   | 33  | 30   | 22    |
| 14  | Los Andes Buenos Aires                    | 24    | 10 | 3   | 11  | 33  | 36   | 35    |
| 15  | Defensa y Justicia Buenos Aires           | 24    | 9  | 6   | 9   | 33  | 32   | 36    |
| 16  | Almagro Buenos Aires                      | 24    | 8  | 8   | 8   | 32  | 35   | 33    |
| 17  | Independiente Rivadavia Mendoza           | 24    | 7  | 10  | 7   | 31  | 31   | 24    |
| 18  | Atlético Tucumán                          | 24    | 7  | 8   | 9   | 29  | 35   | 40    |
| 19  | Central Córdoba Rosario                   | 24    | 7  | 6   | 11  | 27  | 36   | 41    |
| 20  | Almirante Brown Arrecifes                 | 24    | 6  | 7   | 11  | 25  | 22   | 38    |
| 21  | CA Platense                               | 24    | 6  | 6   | 12  | 24  | 24   | 35    |
| 22  | Villa Mitre Bahía Blanca                  | 24    | 6  | 5   | 13  | 23  | 22   | 36    |
| 23  | Godoy Cruz Antonio Tomba                  | 24    | 5  | 6   | 13  | 21  | 33   | 47    |
| 24  | Racing Córdoba                            | 24    | 4  | 7   | 13  | 19  | 25   | 46    |
| 25  | CA Tigre                                  | 24    | 3  | 5   | 16  | 14  | 27   | 47    |

Klub Olimpo Bahía Blanca jako mistrz turnieju Apertura, został mistrzem drugiej ligi i zapewnił sobie awans do pierwszej ligi. Turniej Clausura miał wyłonić wicemistrza drugiej ligi.

## Torneo Clausura 2001/02

### Grupa A

#### Kolejka 1
| Data           | Mecz                                                                                    |
| -------------- | --------------------------------------------------------------------------------------- |
| 9 lutego 2002  | CA Tigre - CA Argentino de Quilmes 1:0 Frangipane                                       |
| 9 lutego 2002  | Arsenal Sarandí Buenos Aires - Los Andes Buenos Aires 0:0                               |
| 9 lutego 2002  | Central Córdoba Rosario - Instituto Córdoba 2:2 Pavoni, Gerlo - Ríos, Jeandet           |
| 10 lutego 2002 | Almirante Brown Arrecifes - Juventud Antoniana Salta 2:1 Martínez, Gianfelice - Saldaño |

#### Kolejka 2
| Data           | Mecz                                                                                                  |
| -------------- | --- |
| 15 lutego 2002 | Instituto Córdoba - Arsenal Sarandí Buenos Aires 0:5 Dorrego, Palavecino, O. Espínola, Gareca, Molina |
| 16 lutego 2002 | Central Cordoba - CA Tigre 1:1 Iuvale - Frangipane                                                    |
| 17 lutego 2002 | Juventud Antoniana Salta - CA Argentino de Quilmes 0:3 Trullet, Gómez s, Sparapani                    |
| 18 lutego 2002 | Los Andes Buenos Aires - Almirante Brown Arrecifes 0:2 Gianfelice (2)                                 |

#### Kolejka 3
| Data           | Mecz                                                                                 |
| -------------- | ------------------------------------------------------------------------------------ |
| 23 lutego 2002 | CA Tigre - Juventud Antoniana Salta 2:0 Frangipane k, Giunta                         |
| 23 lutego 2002 | CA Argentino de Quilmes - Los Andes Buenos Aires 3:0 Braña, Aragón (2)               |
| 23 lutego 2002 | Almirante Brown Arrecifes - Instituto Córdoba 0:3 Chazarreta s, Jeandet, Bongioanni  |
| 23 lutego 2002 | Arsenal Sarandí Buenos Aires - Central Córdoba Rosario 3:0 Ruiz, Pignata s, González |

#### Kolejka 4
| Data           | Mecz                                                                                              |
| -------------- | ------------------------------------------------------------------------------------------------- |
| 26 lutego 2002 | Central Córdoba Rosario - Almirante Brown Arrecifes 2:2 Raymonda k, Medina - Santos s, Gianfelice |
| 26 lutego 2002 | Los Andes Buenos Aires - Juventud Antoniana Salta 3:0 Domínguez, Arce k, Ríos                     |
| 26 lutego 2002 | Arsenal Sarandí Buenos Aires - CA Tigre 3:0 Morales (2), Caruso                                   |
| 27 lutego 2002 | Instituto Córdoba - CA Argentino de Quilmes 0:0                                                   |

#### Kolejka 5
| Data         | Mecz                                                                             |
| ------------ | -------------------------------------------------------------------------------- |
| 2 marca 2002 | CA Tigre - Los Andes Buenos Aires 1:2 P. Islas - Gómez, Domínguez                |
| 2 marca 2002 | CA Argentino de Quilmes - Central Córdoba Rosario 1:2 López k - Iuvale, Raymonda |
| 3 marca 2002 | Juventud Antoniana Salta - Instituto Córdoba 3:0 Romay, Contreras, Rodríguez     |
| 3 marca 2002 | Almirante Brown Arrecifes - Arsenal Sarandí Buenos Aires 0:2 Gareca (2)          |

#### Kolejka 6
| Data         | Mecz                                                                               |
| ------------ | ---------------------------------------------------------------------------------- |
| 8 marca 2002 | Instituto Córdoba - Los Andes Buenos Aires 2:0 Maldonado, Jenadet                  |
| 9 marca 2002 | Almirante Brown Arrecifes - CA Tigre 2:2 Gianfelice (2) - Frangipane, Schiaparelli |
| 9 marca 2002 | Arsenal Sarandí Buenos Aires - CA Argentino de Quilmes 0:1 Bennett                 |
| 9 marca 2002 | Central Córdoba Rosario - Juventud Antoniana Salta 4:0 Pavoni (3), Raymonda        |

#### Kolejka 7
| Data          | Mecz                                                                                  |
| ------------- | ------------------------------------------------------------------------------------- |
| 12 marca 2002 | CA Tigre - Instituto Córdoba 1:2 Orfila - Jeandet, Moratalla                          |
| 12 marca 2002 | Juventud Antoniana Salta - Arsenal Sarandí Buenos Aires 0:1 Palavecino                |
| 12 marca 2002 | CA Argentino de Quilmes - Almirante Brown Arrecifes 0:0                               |
| 13 marca 2002 | Los Andes Buenos Aires - Central Córdoba Rosario 2:3 Arce, Silva - Iuvale, Medina (2) |

#### Kolejka 8
| Data          | Mecz                                                                                       |
| ------------- | ------------------------------------------------------------------------------------------ |
| 16 marca 2002 | CA Argentino de Quilmes - CA Tigre 2:1 Braña, Aragón - Orfila                              |
| 16 marca 2002 | Los Andes Buenos Aires - Arsenal Sarandí Buenos Aires 2:1 Saboredo k, Ríos - D. Espínola   |
| 16 marca 2002 | Instituto Córdoba - Central Córdoba Rosario 3:2 Felicia, Barrera (2) - Pavoni, Moratalla   |
| 17 marca 2002 | Juventud Antoniana Salta - Almirante Brown Arrecifes 1:3 Contreras - Gianfelice (2), Muñoz |

#### Kolejka 9
| Data          | Mecz                                                                                           |
| ------------- | ---------------------------------------------------------------------------------------------- |
| 23 marca 2002 | CA Tigre - Central Córdoba Rosario 1:2 Acosta - Raymonda, Pavoni                               |
| 23 marca 2002 | Arsenal Sarandí Buenos Aires - Instituto Córdoba 2:0 Gareca (2)                                |
| 23 marca 2002 | Almirante Brown Arrecifes - Los Andes Buenos Aires 2:2 Gianfelice, Lovera - Arce, Chazarreta s |
| 25 marca 2002 | CA Argentino de Quilmes - Juventud Antoniana Salta 0:1 Alfaro                                  |

#### Kolejka 10
| Data          | Mecz |
| ------------- | --- |
| 30 marca 2002 | Juventud Antoniana Salta - CA Tigre 1:0 Oste                                                              |
| 30 marca 2002 | Instituto Córdoba - Almirante Brown Arrecifes 2:0 Bongioanni, Jeandet                                     |
| 30 marca 2002 | Central Córdoba Rosario - Arsenal Sarandí Buenos Aires 3:2 Mansilla, Gerlo, Pavoni - Gareca, Morales      |
| 31 marca 2002 | Los Andes Buenos Aires - CA Argentino de Quilmes 3:4 Arce, Ríos, Domínguez - M. López (3, 3k), Giampietri |

#### Kolejka 11
| Data            | Mecz                                                                   |
| --------------- | ---------------------------------------------------------------------- |
| 5 kwietnia 2002 | Juventud Antoniana Salta - Los Andes Buenos Aires 0:0                  |
| 6 kwietnia 2002 | CA Tigre - Arsenal Sarandí Buenos Aires 0:1 Gareca                     |
| 6 kwietnia 2002 | Almirante Brown Arrecifes - Central Córdoba Rosario 0:2 Medina, Iuvalé |
| 6 kwietnia 2002 | CA Argentino de Quilmes - Instituto Córdoba 2:0 Alayes, Braña          |

#### Kolejka 12
| Data            | Mecz                                                                            |
| --------------- | ------------------------------------------------------------------------------- |
| 9 kwietnia 2002 | Los Andes Buenos Aires - CA Tigre 3:0 Ruiz Díaz, Fayart, Ríos                   |
| 9 kwietnia 2002 | Instituto Córdoba - Juventud Antoniana Salta 0:2 Alfaro, Saldaño                |
| 9 kwietnia 2002 | Central Córdoba Rosario - CA Argentino de Quilmes 2:1 Medina k, Iuvalé - Alayes |
| 9 kwietnia 2002 | Arsenal Sarandí Buenos Aires - Almirante Brown Arrecifes 2:0 Molina, Gareca     |

#### Kolejka 13
| Data             | Mecz                                                                               |
| ---------------- | ---------------------------------------------------------------------------------- |
| 13 kwietnia 2002 | CA Tigre - Almirante Brown Arrecifes 0:2 Lovera (2)                                |
| 13 kwietnia 2002 | CA Argentino de Quilmes - Arsenal Sarandí Buenos Aires 0:2 D. Espínola, Gareca     |
| 13 kwietnia 2002 | Juventud Antoniana Salta - Central Córdoba Rosario 1:2 Rufino - Valiente, Cárdenas |
| 15 kwietnia 2002 | Los Andes Buenos Aires - Instituto Córdoba 2:2 Domínguez, Ríos - Jeandet, Felicia  |

#### Kolejka 14
| Data             | Mecz                                                                                                |
| ---------------- | --------------------------------------------------------------------------------------------------- |
| 20 kwietnia 2002 | Instituto Córdoba - CA Tigre 4:2 Bongioanni (4) - Dundo, Frangipane                                 |
| 20 kwietnia 2002 | Central Córdoba Rosario - Los Andes Buenos Aires 3:1 Medina, Pignatta, Pavoni - Domínguez           |
| 20 kwietnia 2002 | Arsenal Sarandí Buenos Aires - Juventud Antoniana Salta 3:2 Gareca (2), Morales - Contreras, Alfaro |
| 20 kwietnia 2002 | Almirante Brown Arrecifes - CA Argentino de Quilmes 3:0 Lovera, Muñoz, Gianfelice                   |

#### Tabela grupy A
| Poz | Klub                         | Mecze | Zw | Rem | Por | Pkt | BrZd | BrStr |
| --- | ---------------------------- | ----- | -- | --- | --- | --- | ---- | ----- |
| 1   | Arsenal Sarandí Buenos Aires | 14    | 10 | 1   | 3   | 31  | 27   | 8     |
| 2   | Central Córdoba Rosario      | 14    | 9  | 3   | 2   | 30  | 30   | 21    |
| 3   | Instituto Córdoba            | 14    | 6  | 3   | 5   | 21  | 20   | 23    |
| 4   | CA Argentino de Quilmes      | 14    | 6  | 2   | 6   | 20  | 17   | 15    |
| 5   | Almirante Brown Arrecifes    | 14    | 5  | 4   | 5   | 19  | 18   | 19    |
| 6   | Los Andes Buenos Aires       | 14    | 4  | 4   | 6   | 16  | 20   | 23    |
| 7   | Juventud Antoniana Salta     | 14    | 4  | 1   | 9   | 13  | 12   | 23    |
| 8   | CA Tigre                     | 14    | 2  | 2   | 10  | 8   | 12   | 24    |

### Grupa B

#### Kolejka 1
| Data           | Mecz                                                                                                   |
| -------------- | --- |
| 7 lutego 2002  | Racing Córdoba - Defensa y Justicia Buenos Aires 3:3 Bértola (2), Rodríguez - Benítez (2), Galleguillo |
| 10 lutego 2002 | San Martín Mendoza - CA Platense 0:1 Leva                                                              |
| 10 lutego 2002 | Gimnasia y Esgrima Concepcion del Uruguay - Club El Porvenir 1:2 Blanco - Alsina, Galván               |
| 11 lutego 2002 | Atlético Rafaela - Atlético Tucumán 2:2 Del Bono, Castro - Aráoz (2, 2k)                               |

#### Kolejka 2
| Data           | Mecz                                                                                           |
| -------------- | ---------------------------------------------------------------------------------------------- |
| 15 lutego 2002 | Atlético Tucumán - Gimnasia y Esgrima Concepcion del Uruguay 0:1 Blanco                        |
| 16 lutego 2002 | CA Platense - Atlético Rafaela 3:0 Leva, Yacuzzi, Graieb k                                     |
| 16 lutego 2002 | Club El Porvenir - Defensa y Justicia Buenos Aires 2:2 Alsina, Delfino - Solari, Galleguillo k |
| 17 lutego 2002 | San Martín Mendoza - Racing Córdoba 3:3 Pérez s, Soto, Falcone - Bértola, Pérez, Watson        |

#### Kolejka 3
| Data           | Mecz                                                                                      |
| -------------- | ----------------------------------------------------------------------------------------- |
| 22 lutego 2002 | Racing Córdoba - Club El Porvenir 1:2 Pérez - Bocchio, Amadei                             |
| 22 lutego 2002 | Gimnasia y Esgrima Concepcion del Uruguay - CA Platense 2:1 Leguizamón k, Ceballos - Leva |
| 22 lutego 2002 | Atlético Rafaela - San Martín Mendoza 3:2 Marczuk, Mendoza (2) - Morán, Favre k           |
| 23 lutego 2002 | Defensa y Justicia Buenos Aires - Atlético Tucumán 1:0 Cejas                              |

#### Kolejka 4
| Data           | Mecz |
| -------------- | --- |
| 26 lutego 2002 | CA Platense - Defensa y Justicia Buenos Aires 4:0 García, Graieb, Sánchez, Leva k                                             |
| 26 lutego 2002 | Atlético Rafaela - Racing Córdoba 2:3 Mendoza, Valiente - Benítez, Fernández, Watson]                                         |
| 26 lutego 2002 | San Martín Mendoza - Gimnasia y Esgrima Concepcion del Uruguay 3:3 Fontana s, Morán, Favre k - Ceballos, Leguizamón, Vendakis |
| 26 lutego 2002 | Atlético Tucumán - Club El Porvenir 1:1 Silva - Bocchio                                                                       |

#### Kolejka 5
| Data         | Mecz                                                                                    |
| ------------ | --------------------------------------------------------------------------------------- |
| 2 marca 2002 | Gimnasia y Esgrima Concepcion del Uruguay - Atlético Rafaela 3:0 Acosta, Ceballos (2)   |
| 2 marca 2002 | Club El Porvenir - CA Platense 1:2 Castro - García, Rojas                               |
| 3 marca 2002 | Racing Córdoba - Atlético Tucumán 3:0 Benítez (2), Álvarez                              |
| 4 marca 2002 | Defensa y Justicia Buenos Aires - San Martín Mendoza 3:0 Galleguillo k, Martínez, Cejas |

#### Kolejka 6
| Data         | Mecz |
| ------------ | --- |
| 8 marca 2002 | Gimnasia y Esgrima Concepcion del Uruguay - Racing Córdoba 3:2 Leguizamón, Ceballos, Colombo - Bértola, Gutiérrez |
| 8 marca 2002 | Atlético Rafaela - Defensa y Justicia Buenos Aires 2:0 Del Bono, Juárez                                           |
| 9 marca 2002 | San Martín Mendoza - Club El Porvenir 0:1 Krikorián k                                                             |
| 9 marca 2002 | CA Platense - Atlético Tucumán 1:0 Leva k                                                                         |

#### Kolejka 7
| Data          | Mecz |
| ------------- | --- |
| 12 marca 2002 | Club El Porvenir - Atlético Rafaela 1:3 Delfino - Barrientos, Del Bono (2)                                       |
| 12 marca 2002 | Defensa y Justicia Buenos Aires - Gimnasia y Esgrima Concepcion del Uruguay 2:1 Galleguillo k, Solari - Ceballos |
| 13 marca 2002 | Racing Córdoba - CA Platense 0:4 Graieb (2), Santo, Di Carlo                                                     |
| 13 marca 2002 | Atlético Tucumán - San Martín Mendoza 1:1 Paz - Córdoba                                                          |

#### Kolejka 8
| Data          | Mecz                                                                                   |
| ------------- | -------------------------------------------------------------------------------------- |
| 16 marca 2002 | Defensa y Justicia Buenos Aires - Racing Córdoba 2:3 Benítez, Orellano - Fernández (3) |
| 16 marca 2002 | Club El Porvenir - Gimnasia y Esgrima Concepcion del Uruguay 0:2 Leguizamón, Colombo   |
| 16 marca 2002 | CA Platense - San Martín Mendoza 1:1 Bocca - Navarro                                   |
| 17 marca 2002 | Atlético Tucumán - Atlético Rafaela 1:2 Saavedra k - García, Del Bono                  |

#### Kolejka 9
| Data          | Mecz |
| ------------- | --- |
| 21 marca 2002 | Atlético Rafaela - CA Platense 5:0 ?, ?                                                                   |
| 22 marca 2002 | Racing Córdoba - San Martín Mendoza 3:1 ?, ? - ?                                                          |
| 23 marca 2002 | Gimnasia y Esgrima Concepcion del Uruguay - Atlético Tucumán 4:0 Colombo, Ceballos, Leguizamón (2)        |
| 23 marca 2002 | Defensa y Justicia Buenos Aires - Club El Porvenir 4:2 Zuleta, Benítez, Solari, Casado k - Correa, Castro |

#### Kolejka 10
| Data            | Mecz                                                                          |
| --------------- | ----------------------------------------------------------------------------- |
| 30 marca 2002   | Club El Porvenir - Racing Córdoba 1:2 ? - ?, ?                                |
| 31 marca 2002   | Atlético Tucumán - Defensa y Justicia Buenos Aires 0:1 Orellano               |
| 31 marca 2002   | San Martín Mendoza - Atlético Rafaela 0:2 Del Bono, García                    |
| 1 kwietnia 2002 | CA Platense - Gimnasia y Esgrima Concepcion del Uruguay 1:1 Graieb - Ceballos |

#### Kolejka 11
| Data            | Mecz                                                                                  |
| --------------- | ------------------------------------------------------------------------------------- |
| 5 kwietnia 2002 | Gimnasia y Esgrima Concepcion del Uruguay - San Martín Mendoza 1:1 Ceballos - Castano |
| 5 kwietnia 2002 | Racing Córdoba - Atlético Rafaela 1:2 Bértola k - Sekagya, García                     |
| 6 kwietnia 2002 | Defensa y Justicia Buenos Aires - CA Platense 0:0                                     |
| 6 kwietnia 2002 | Club El Porvenir - Atlético Tucumán 3:1 Alsina, Aquino, Cardozo - Saavedra            |

#### Kolejka 12
| Data            | Mecz                                                                                                   |
| --------------- | --- |
| 9 kwietnia 2002 | Atlético Tucumán - Racing Córdoba 0:1 Buena                                                            |
| 9 kwietnia 2002 | CA Platense - Club El Porvenir 1:3 Leva - Cardozo, Checchia, Krikorián k                               |
| 9 kwietnia 2002 | San Martín Mendoza - Defensa y Justicia Buenos Aires 0:3 Galleguillo (2, 1k), Arébalo                  |
| 9 kwietnia 2002 | Atlético Rafaela - Gimnasia y Esgrima Concepcion del Uruguay 2:2 Del Bono k, García - Ceballos, Blanco |

#### Kolejka 13
| Data             | Mecz                                                                                          |
| ---------------- | --------------------------------------------------------------------------------------------- |
| 13 kwietnia 2002 | Racing Córdoba - Gimnasia y Esgrima Concepcion del Uruguay 2:0 Álvarez, Fernández             |
| 13 kwietnia 2002 | Defensa y Justicia Buenos Aires - Atlético Rafaela 3:1 Zuleta, Benítez, Agotegaray - Del Bono |
| 13 kwietnia 2002 | Club El Porvenir - San Martín Mendoza 4:1 Krikorián k, Goverbille, Correa, Castro - Castano   |
| 13 kwietnia 2002 | Atlético Tucumán - CA Platense 1:3 Araoz - Graieb, Lobos, Di Carlo k                          |

#### Kolejka 14
| Data             | Mecz                                                                                     |
| ---------------- | ---------------------------------------------------------------------------------------- |
| 20 kwietnia 2002 | CA Platense - Racing Córdoba 2:2 Graieb, Velázquez - Fernández, Bertola                  |
| 20 kwietnia 2002 | Atlético Rafaela - Club El Porvenir 2:2 Del Bono k, Juárez - Delfino, Aquino             |
| 20 kwietnia 2002 | Gimnasia y Esgrima Concepcion del Uruguay - Defensa y Justicia Buenos Aires 1:0 Ceballos |
| 22 kwietnia 2002 | San Martín Mendoza - Atlético Tucumán 1:1 Martín - Pavón                                 |

#### Tabela grupy B
| Poz | Klub                                      | Mecze | Zw | Rem | Por | Pkt | BrZd | BrStr |
| --- | ----------------------------------------- | ----- | -- | --- | --- | --- | ---- | ----- |
| 1   | Gimnasia y Esgrima Concepcion del Uruguay | 14    | 7  | 4   | 3   | 25  | 25   | 16    |
| 2   | CA Platense                               | 14    | 7  | 4   | 3   | 25  | 24   | 16    |
| 3   | Defensa y Justicia Buenos Aires           | 14    | 7  | 3   | 4   | 24  | 24   | 19    |
| 3   | Defensa y Justicia Buenos Aires           | 14    | 7  | 3   | 4   | 24  | 24   | 19    |
| 5   | Racing Córdoba                            | 14    | 7  | 3   | 4   | 24  | 29   | 25    |
| 6   | Club El Porvenir                          | 14    | 6  | 3   | 5   | 21  | 25   | 23    |
| 7   | San Martín Mendoza                        | 14    | 0  | 6   | 8   | 6   | 14   | 30    |
| 8   | Atlético Tucumán                          | 14    | 0  | 4   | 10  | 4   | 8    | 25    |

### Grupa C

#### Kolejka 1
| Data           | Mecz                                                                                                  |
| -------------- | --- |
| 9 lutego 2002  | Defensores de Belgrano Buenos Aires - Godoy Cruz Antonio Tomba 2:2 Rodríguez, Aldaz - Caiafa, Abaurre |
| 9 lutego 2002  | Almagro Buenos Aires - Villa Mitre Bahía Blanca 0:1 Minor                                             |
| 10 lutego 2002 | San Martín San Juan - Gimnasia y Esgrima Jujuy 2:2 Soler, Laciar - Juárez, Casartelli                 |
| 10 lutego 2002 | Independiente Rivadavia Mendoza - Huracán Tres Arroyos 2:1 Calvo (2) - Abad                           |

#### Kolejka 2
| Data           | Mecz                                                                      |
| -------------- | ------------------------------------------------------------------------- |
| 14 lutego 2002 | Independiente Rivadavia Mendoza - Defensores de Belgrano Buenos Aires 0:0 |
| 16 lutego 2002 | Villa Mitre Bahía Blanca - San Martín San Juan 0:1 Saavedra k             |
| 17 lutego 2002 | Huracán Tres Arroyos - Almagro Buenos Aires 2:0 Sánchez, García           |
| 17 lutego 2002 | Gimnasia y Esgrima Jujuy - Godoy Cruz Antonio Tomba 1:1 Juárez - Abaurre  |

#### Kolejka 3
| Data           | Mecz                                                                                          |
| -------------- | --------------------------------------------------------------------------------------------- |
| 21 lutego 2002 | San Martín San Juan - Huracán Tres Arroyos 2:1 Soler (2) - Abad                               |
| 22 lutego 2002 | Godoy Cruz Antonio Tomba - Villa Mitre Bahía Blanca 3:1 Corti, De la Vega, Abaurre - Álvarez  |
| 23 lutego 2002 | Defensores de Belgrano Buenos Aires - Gimnasia y Esgrima Jujuy 1:1 Bedrossián - Escobar       |
| 23 lutego 2002 | Almagro Buenos Aires - Independiente Rivadavia Mendoza 3:1 Fernández, Carrera (2) - Czornomaz |

#### Kolejka 4
| Data           | Mecz                                                                                |
| -------------- | ----------------------------------------------------------------------------------- |
| 26 lutego 2002 | Independiente Rivadavia Mendoza - San Martín San Juan 0:0                           |
| 26 lutego 2002 | Huracán Tres Arroyos - Godoy Cruz Antonio Tomba 2:2 García, Flores - De la Vega (2) |
| 26 lutego 2002 | Villa Mitre Bahía Blanca - Gimnasia y Esgrima Jujuy 1:0 Álvarez                     |
| 27 lutego 2002 | Almagro Buenos Aires - Defensores de Belgrano Buenos Aires 0:1 Aquino k             |

#### Kolejka 5
| Data         | Mecz                                                                                      |
| ------------ | ----------------------------------------------------------------------------------------- |
| 2 marca 2002 | Defensores de Belgrano Buenos Aires - Villa Mitre Bahía Blanca 3:0 Cochas (2), Bedrossián |
| 3 marca 2002 | San Martín San Juan - Almagro Buenos Aires 3:0 Menéndez, Soler (2, 1k)                    |
| 3 marca 2002 | Gimnasia y Esgrima Jujuy - Huracán Tres Arroyos 1:3 Juárez k - García, Abad, Nicotra      |
| 6 marca 2002 | Godoy Cruz Antonio Tomba - Independiente Rivadavia Mendoza 2:1 Caiafa (2) - Czornomaz     |

#### Kolejka 6
| Data         | Mecz |
| ------------ | --- |
| 8 marca 2002 | San Martín San Juan - Defensores de Belgrano Buenos Aires 4:2 Laciar, Menéndez, Berza k, González - Vilariño, Bedrossián |
| 9 marca 2002 | Almagro Buenos Aires - Godoy Cruz Antonio Tomba 0:1 Abaurre                                                              |
| 9 marca 2002 | Independiente Rivadavia Mendoza - Gimnasia y Esgrima Jujuy 0:0                                                           |
| 9 marca 2002 | Huracán Tres Arroyos - Villa Mitre Bahía Blanca 1:1 García k - Álvarez                                                   |

#### Kolejka 7
| Data          | Mecz                                                                                     |
| ------------- | ---------------------------------------------------------------------------------------- |
| 12 marca 2002 | Defensores de Belgrano Buenos Aires - Huracán Tres Arroyos 2:0 Cochas, Ayala             |
| 12 marca 2002 | Villa Mitre Bahía Blanca - Independiente Rivadavia Mendoza 2:1 Coronel, Fuhr - Trimarchi |
| 12 marca 2002 | Godoy Cruz Antonio Tomba - San Martín San Juan 0:1 Lencina                               |
| 13 marca 2002 | Gimnasia y Esgrima Jujuy - Almagro Buenos Aires 3:2 Juárez, Saccone, Piro - Demus (2)    |

#### Kolejka 8
| Data          | Mecz                                                                                    |
| ------------- | --------------------------------------------------------------------------------------- |
| 16 marca 2002 | Godoy Cruz Antonio Tomba - Defensores de Belgrano Buenos Aires 2:0 Iglesias, Abaurre    |
| 16 marca 2002 | Villa Mitre Bahía Blanca - Almagro Buenos Aires 2:2 Minor, Berra - Demus, Cáceres Silva |
| 17 marca 2002 | Huracán Tres Arroyos - Independiente Rivadavia Mendoza 1:2 Harezza - Guerra, Araujo     |
| 18 marca 2002 | Gimnasia y Esgrima Jujuy - San Martín San Juan 1:0 González                             |

#### Kolejka 9
| Data          | Mecz |
| ------------- | --- |
| 23 marca 2002 | Defensores de Belgrano Buenos Aires - Independiente Rivadavia Mendoza 3:0 Rodríguez, Rivadeneira, Pereyra |
| 23 marca 2002 | Almagro Buenos Aires - Huracán Tres Arroyos 1:1 Figueroa, Abad                                            |
| 23 marca 2002 | Godoy Cruz Antonio Tomba - Gimnasia y Esgrima Jujuy 2:0 Cabrera (2)                                       |
| 24 marca 2002 | San Martín San Juan - Villa Mitre Bahía Blanca 1:2 Laciar - Hidalgo, Álvarez                              |

#### Kolejka 10
| Data          | Mecz                                                                                                 |
| ------------- | --- |
| 28 marca 2002 | Huracán Tres Arroyos - San Martín San Juan 3:2 García (3) - Soler, Aballay                           |
| 30 marca 2002 | Gimnasia y Esgrima Jujuy - Defensores de Belgrano Buenos Aires 2:1 Juárez k, Casartelli - Bedrossián |
| 30 marca 2002 | Villa Mitre Bahía Blanca - Godoy Cruz Antonio Tomba 0:1 De la Vega                                   |
| 31 marca 2002 | Independiente Rivadavia Mendoza - Almagro Buenos Aires 1:0 Trimarchi                                 |

#### Kolejka 11
| Data            | Mecz                                                                                         |
| --------------- | -------------------------------------------------------------------------------------------- |
| 4 kwietnia 2002 | Godoy Cruz Antonio Tomba - Huracán Tres Arroyos 1:1 Nasta - Flores                           |
| 4 kwietnia 2002 | San Martín San Juan - Independiente Rivadavia Mendoza 2:0 Menéndez (2)                       |
| 4 kwietnia 2002 | Gimnasia y Esgrima Jujuy - Villa Mitre Bahía Blanca 0:1 Martínez k                           |
| 6 kwietnia 2002 | Defensores de Belgrano Buenos Aires - Almagro Buenos Aires 2:1 Comba k, Bedrossián - Carrera |

#### Kolejka 12
| Data             | Mecz                                                                                   |
| ---------------- | -------------------------------------------------------------------------------------- |
| 9 kwietnia 2002  | Villa Mitre Bahía Blanca - Defensores de Belgrano Buenos Aires 2:0 Martínez k, Paz     |
| 9 kwietnia 2002  | Huracán Tres Arroyos - Gimnasia y Esgrima Jujuy 3:1 Hareza, Orellano, Flores - Estrada |
| 9 kwietnia 2002  | Independiente Rivadavia Mendoza - Godoy Cruz Antonio Tomba 0:1 A. Abaurre              |
| 10 kwietnia 2002 | Almagro Buenos Aires - San Martín San Juan 3:1 Fernández (2), López - Soler            |

#### Kolejka 13
| Data             | Mecz |
| ---------------- | --- |
| 13 kwietnia 2002 | Godoy Cruz Antonio Tomba - Almagro Buenos Aires 3:5 Torresi k, Reinoso, Nasta - Demus (2), Cáceres, Meloño, López |
| 13 kwietnia 2002 | Gimnasia y Esgrima Jujuy - Independiente Rivadavia Mendoza 3:0 González (2), Saccone                              |
| 13 kwietnia 2002 | Villa Mitre Bahía Blanca - Huracán Tres Arroyos 2:3 Hidalgo, Fuhr - García (2), D'Alessandro                      |
| 15 kwietnia 2002 | Defensores de Belgrano Buenos Aires - San Martín San Juan 2:2 Bedrossián (2) - Soler, Gómez                       |

#### Kolejka 14
| Data             | Mecz                                                                                      |
| ---------------- | ----------------------------------------------------------------------------------------- |
| 18 kwietnia 2002 | Huracán Tres Arroyos - Defensores de Belgrano Buenos Aires 2:1 García, Izquierdo - Comba  |
| 20 kwietnia 2002 | Independiente Rivadavia Mendoza - Villa Mitre Bahía Blanca 2:2 Paratore, Araujo - Paz (2) |
| 20 kwietnia 2002 | Almagro Buenos Aires - Gimnasia y Esgrima Jujuy 0:1 Garnier                               |
| 20 kwietnia 2002 | San Martín San Juan - Godoy Cruz Antonio Tomba 1:1 Berza - Abaurre                        |

#### Tabela grupy C
| Poz | Klub                                | Mecze | Zw | Rem | Por | Pkt | BrZd | BrStr |
| --- | ----------------------------------- | ----- | -- | --- | --- | --- | ---- | ----- |
| 1   | Godoy Cruz Antonio Tomba            | 14    | 7  | 5   | 2   | 26  | 22   | 15    |
| 2   | San Martín San Juan                 | 14    | 6  | 4   | 4   | 22  | 22   | 17    |
| 3   | Huracán Tres Arroyos                | 14    | 6  | 4   | 4   | 22  | 24   | 20    |
| 4   | Villa Mitre Bahía Blanca            | 14    | 6  | 3   | 5   | 21  | 17   | 18    |
| 5   | Defensores de Belgrano Buenos Aires | 14    | 5  | 4   | 5   | 19  | 20   | 18    |
| 6   | Gimnasia y Esgrima Jujuy            | 14    | 5  | 4   | 5   | 19  | 16   | 17    |
| 7   | Independiente Rivadavia Mendoza     | 14    | 3  | 4   | 7   | 13  | 10   | 20    |
| 8   | Almagro Buenos Aires                | 14    | 3  | 2   | 9   | 11  | 17   | 23    |

## Tabela sumaryczna drugiej ligi
Do rundy finałowej awansowali trzej zwycięzcy grup turnieju Clausura. Tabela sumaryczna, uwzględniająca łączny dorobek uzyskany w turniejach Apertura i Clausura, wyłoniła dalsze 5 klubów, które miały prawo wziąć udział w rundzie finałowej.
| Poz | Klub                                      | Mecze | Zw | Rem | Por | Pkt | BrZd | BrStr |
| --- | ----------------------------------------- | ----- | -- | --- | --- | --- | ---- | ----- |
| 1   | Arsenal Sarandí Buenos Aires              | 38    | 18 | 10  | 10  | 64  | 57   | 30    |
| 2   | Gimnasia y Esgrima Concepcion del Uruguay | 38    | 18 | 10  | 10  | 64  | 60   | 45    |
| 3   | Huracán Tres Arroyos                      | 38    | 19 | 6   | 13  | 63  | 57   | 52    |
| 4   | CA Argentino de Quilmes                   | 38    | 19 | 8   | 11  | 62* | 53   | 39    |
| 5   | Atlético Rafaela                          | 38    | 17 | 8   | 13  | 59  | 61   | 53    |
| 6   | Club El Porvenir                          | 38    | 15 | 14  | 9   | 59  | 49   | 43    |
| 7   | Instituto Córdoba                         | 38    | 17 | 8   | 13  | 59  | 58   | 57    |
| 8   | Gimnasia y Esgrima Jujuy                  | 38    | 16 | 10  | 12  | 58  | 51   | 40    |
| 9   | San Martín San Juan                       | 38    | 15 | 12  | 11  | 57  | 54   | 45    |
| 10  | Central Córdoba Rosario                   | 38    | 16 | 9   | 13  | 57  | 66   | 61    |
| 11  | Defensa y Justicia Buenos Aires           | 38    | 16 | 9   | 13  | 57  | 56   | 55    |
| 12  | Defensores de Belgrano Buenos Aires       | 38    | 15 | 11  | 12  | 56  | 57   | 43    |
| 13  | Juventud Antoniana Salta                  | 38    | 15 | 6   | 17  | 51  | 44   | 50    |
| 14  | San Martín Mendoza                        | 38    | 12 | 14  | 12  | 50  | 51   | 54    |
| 15  | Los Andes Buenos Aires                    | 38    | 14 | 7   | 17  | 49  | 56   | 58    |
| 16  | CA Platense                               | 38    | 13 | 10  | 15  | 49  | 48   | 51    |
| 17  | Godoy Cruz Antonio Tomba                  | 38    | 12 | 11  | 15  | 47  | 51   | 62    |
| 18  | Independiente Rivadavia Mendoza           | 38    | 10 | 14  | 14  | 44  | 41   | 44    |
| 19  | Villa Mitre Bahía Blanca                  | 38    | 12 | 8   | 18  | 44  | 39   | 54    |
| 20  | Almirante Brown Arrecifes                 | 38    | 11 | 11  | 16  | 44  | 40   | 57    |
| 21  | Almagro Buenos Aires                      | 38    | 11 | 10  | 17  | 43  | 52   | 56    |
| 22  | Racing Córdoba                            | 38    | 11 | 10  | 17  | 43  | 54   | 71    |
| 23  | Atlético Tucumán                          | 38    | 7  | 12  | 19  | 33  | 43   | 65    |
| 24  | CA Tigre                                  | 38    | 5  | 7   | 26  | 22  | 39   | 72    |

- 3 punkty odjęte

## Runda finałowa

### 1/4 finału
| Data             | Mecz |
| ---------------- | --- |
| 25 kwietnia 2002 | Atlético Rafaela - CA Argentino de Quilmes 2:0 Gandín, Castro                                                   |
| 27 kwietnia 2002 | Godoy Cruz Antonio Tomba - Arsenal Sarandí Buenos Aires 2:1 Torresi k, Abaurre - Morales                        |
| 27 kwietnia 2002 | Club El Porvenir - Huracán Tres Arroyos 0:0                                                                     |
| 27 kwietnia 2002 | Instituto Córdoba - Gimnasia y Esgrima Concepcion del Uruguay 0:0                                               |
| 30 kwietnia 2002 | Arsenal Sarandí Buenos Aires - Godoy Cruz Antonio Tomba 4:1 Gareca, D. Espínola, Palavecino, Villalba - Abaurre |
| 30 kwietnia 2002 | CA Argentino de Quilmes - Atlético Rafaela 2:1 Barrientos s, Bennett - Castro                                   |
| 30 kwietnia 2002 | Huracán Tres Arroyos - Club El Porvenir 0:1 Cardozo                                                             |
| 30 kwietnia 2002 | Gimnasia y Esgrima Concepcion del Uruguay - Instituto Córdoba 5:2 Ceballos (4), Leguizamón - Jeandet, Ríos      |

### 1/2 finału
| Data        | Mecz |
| ----------- | --- |
| 4 maja 2002 | Club El Porvenir - Arsenal Sarandí Buenos Aires 0:1 O. Espínola                                                      |
| 4 maja 2002 | Atlético Rafaela - Gimnasia y Esgrima Concepcion del Uruguay 0:2 Leguizamón, Cantero                                 |
| 7 maja 2002 | Arsenal Sarandí Buenos Aires - Club El Porvenir 2:0 Morales, Gareca                                                  |
| 7 maja 2002 | Gimnasia y Esgrima Concepcion del Uruguay - Atlético Rafaela 4:2 Colombo (2), Ceballos, Almada - Sánchez, García (2) |

### Finał
| Data         | Mecz |
| ------------ | --- |
| 11 maja 2002 | Gimnasia y Esgrima Concepcion del Uruguay - Arsenal Sarandí Buenos Aires 1:2 Leguizamón k - O. Espínola, Gareca |
| 18 maja 2002 | Arsenal Sarandí Buenos Aires - Gimnasia y Esgrima Concepcion del Uruguay 1:1 Morales - Leguizamón k             |

Klub Arsenal Sarandí Buenos Aires jako mistrz turnieju Clausura został wicemistrzem drugiej ligi i awansował bezpośrednio do pierwszej ligi. Drugi w sumarycznej tabeli klub Gimnasia y Esgrima Concepcion del Uruguay oraz trzeci w tabeli sumarycznej klub Huracán Tres Arroyos uzyskały prawo gry w barażach o awans do pierwszej ligi.

## Mecze barażowe o awans do I ligi
| Data         | Mecz |
| ------------ | --- |
| 23 maja 2002 | Huracán Tres Arroyos - CA Lanús 1:2 García - Romero, López                                                    |
| 23 maja 2002 | Gimnasia y Esgrima Concepcion del Uruguay - Unión Santa Fe 3:1 Leguizamón, Fontana, Vendakis - Nto. Fernández |
| 26 maja 2002 | CA Lanús - Huracán Tres Arroyos 1:1 Hoyos - García                                                            |
| 26 maja 2002 | Unión Santa Fe - Gimnasia y Esgrima Concepcion del Uruguay 3:0 Pérezlindo, Mazzoni, Israilevich               |

Oba kluby drugoligowe, Gimnasia y Esgrima Concepcion del Uruguay i Huracán Tres Arroyos, przegrały swoje baraże i nie awansowały do pierwszej ligi.

## Tabela spadkowa
O tym, które kluby drugoligowe spadną do III ligi decydował dorobek punktowy w przeliczeniu na jeden rozegrany mecz uzyskany przez kluby w ostatnich trzech sezonach.

### Metropolitana
| Poz | Klub                                | 1999/00 pkt | 2000/01 pkt | 2001/02 pkt | Razem pkt/mecze | Średnia |
| --- | ----------------------------------- | ----------- | ----------- | ----------- | --------------- | ------- |
| 1   | CA Argentino de Quilmes             | 63          | 50          | 65          | 178/96          | 1.854   |
| 2   | Arsenal Sarandí Buenos Aires        | 55          | 44          | 64          | 163/96          | 1.697   |
| 3   | Los Andes Buenos Aires              | 63          | 0           | 49          | 112/72          | 1.555   |
| 4   | Defensores de Belgrano Buenos Aires | 0           | 0           | 56          | 56/38           | 1.473   |
| 5   | Defensa y Justicia Buenos Aires     | 52          | 29          | 57          | 138/96          | 1.437   |
| 6   | Almagro Buenos Aires                | 62          | 0           | 40          | 102/72          | 1.416   |
| 7   | Club El Porvenir                    | 50          | 19          | 59          | 128/96          | 1.333   |
| 8   | CA Platense                         | 45          | 33          | 49          | 127/96          | 1.322   |
| 9   | Central Córdoba Rosario             | 38          | 31          | 57          | 126/96          | 1.312   |
| 10  | CA Tigre                            | 45          | 26          | 22          | 93/96           | 0.968   |

### Interior
| Poz | Klub                                      | 1999/00 pkt | 2000/01 pkt | 2001/02 pkt | Razem pkt/mecze | Średnia |
| --- | ----------------------------------------- | ----------- | ----------- | ----------- | --------------- | ------- |
| 1   | Instituto Córdoba                         | 0           | 71          | 59          | 130/70          | 1.857   |
| 2   | Gimnasia y Esgrima Concepcion del Uruguay | 47          | 55          | 64          | 166/100         | 1.660   |
| 3   | Huracán Tres Arroyos                      | 0           | 0           | 63          | 63/38           | 1.657   |
| 4   | San Martín San Juan                       | 49          | 50          | 57          | 156/100         | 1.560   |
| 5   | Atlético Rafaela                          | 51          | 45          | 59          | 155/100         | 1.550   |
| 6   | Gimnasia y Esgrima Jujuy                  | 0           | 50          | 58          | 108/70          | 1.542   |
| 7   | San Martín Mendoza                        | 50          | 51          | 50          | 151/100         | 1.510   |
| 8   | Juventud Antoniana Salta                  | 46          | 43          | 51          | 140/100         | 1.400   |
| 9   | Almirante Brown Arrecifes                 | 40          | 50          | 44          | 134/100         | 1.340   |
| 10  | Godoy Cruz Antonio Tomba                  | 43          | 44          | 47          | 134/100         | 1.340   |
| 11  | Racing Córdoba                            | 38          | 52          | 43          | 133/100         | 1.330   |
| 12  | Villa Mitre Bahía Blanca                  | 41          | 43          | 44          | 128/100         | 1.280   |
| 13  | Independiente Rivadavia Mendoza           | 45          | 35          | 44          | 124/100         | 1.240   |
| 14  | Atlético Tucumán                          | 29          | 43          | 33          | 105/100         | 1.050   |

### Tabela ogólna
Połączenie tabel Metropolitana i Interior dało tabelę ogólną, która wyznaczyła trzy dodatkowe kluby do spadku. Były to trzy najsłabsze kluby w tabeli ogólnej spośród tych, które nie spadły na podstawie tabel Metropolitana i Interior.
| Poz | Klub                                      | 1999/00 pkt | 2000/01 pkt | 2001/02 pkt | Razem pkt/mecze | Średnia |
| --- | ----------------------------------------- | ----------- | ----------- | ----------- | --------------- | ------- |
| 1   | Instituto Córdoba                         | 0           | 71          | 59          | 130/70          | 1.857   |
| 2   | CA Argentino de Quilmes                   | 63          | 50          | 65          | 178/96          | 1.854   |
| 3   | Arsenal Sarandí Buenos Aires              | 55          | 44          | 64          | 163/96          | 1.697   |
| 4   | Gimnasia y Esgrima Concepcion del Uruguay | 47          | 55          | 64          | 166/100         | 1.660   |
| 5   | Huracán Tres Arroyos                      | 0           | 0           | 63          | 63              | 1.657   |
| 6   | San Martín San Juan                       | 49          | 50          | 57          | 156/100         | 1.560   |
| 7   | Los Andes Buenos Aires                    | 63          | 0           | 49          | 112/72          | 1.555   |
| 8   | Atlético Rafaela                          | 51          | 45          | 59          | 155/100         | 1.550   |
| 9   | Gimnasia y Esgrima Jujuy                  | 0           | 50          | 58          | 108/70          | 1.542   |
| 10  | San Martín Mendoza                        | 50          | 51          | 50          | 151/100         | 1.510   |
| 11  | Defensores de Belgrano Buenos Aires       | 0           | 0           | 56          | 56/38           | 1.473   |
| 12  | Defensa y Justicia Buenos Aires           | 52          | 29          | 57          | 138/96          | 1.437   |
| 13  | Almagro Buenos Aires                      | 62          | 0           | 40          | 102/72          | 1.416   |
| 14  | Juventud Antoniana Salta                  | 46          | 43          | 51          | 140/100         | 1.400   |
| 15  | Almirante Brown Arrecifes                 | 40          | 50          | 44          | 134/100         | 1.340   |
| 16  | Godoy Cruz Antonio Tomba                  | 43          | 44          | 47          | 134/100         | 1.340   |
| 17  | Club El Porvenir                          | 50          | 19          | 59          | 128/96          | 1.333   |
| 18  | Racing Córdoba                            | 38          | 52          | 43          | 133/100         | 1.330   |
| 19  | CA Platense                               | 45          | 33          | 49          | 127/96          | 1.322   |
| 20  | Central Córdoba Rosario                   | 38          | 31          | 57          | 126/96          | 1.312   |
| 21  | Villa Mitre Bahía Blanca                  | 41          | 43          | 44          | 128/100         | 1.280   |
| 22  | Independiente Rivadavia Mendoza           | 45          | 35          | 44          | 124/100         | 1.240   |
| 23  | Atlético Tucumán                          | 29          | 43          | 33          | 105/100         | 1.050   |
| 24  | CA Tigre                                  | 45          | 26          | 22          | 93/96           | 0.968   |